# Балестреро, Грегори
Грегори Балестреро (род. 16 июля 1947 года в Нью-Йорке) — американский промышленный инженер и генеральный директор «Института управления проектами».

## Биография
Сын Кристофера Эммануила (29 сентября 1909 — 27 февраля 1998) и Рози Балестреро (11 февраля 1910 — декабрь 1982), о которых был снят фильм Хичкока «Не тот человек» (1956). В 1970 году Грегори Балестреро получил степень бакалавра в области промышленного машиностроения Технологического института Джорджии. С 1994 по 2002 год он занимал пост исполнительного директора строительных технических института (CSI), организации для строительства профессионалов в нежилом строительстве зданий, базирующейся в Александрии, штат Вирджиния США. Ранее он занимал должность исполнительного директора в Институте промышленных инженеров (IIE), служил в качестве исполняющего обязанности исполнительного директора с 1987 года в штаб-квартире Нокрос, штат Джорджия. В период с 2002 по 2010 год он был президентом и главным исполнительным директором Института управления проектами. Балестреро занимал пост председателя правления 2003—2004 Большого Вашингтонского общества руководителей.
Грегори Балестреро был удостоен стипендии во Всемирной академии производительности учёных и является почётным членом Альфа Pi Му, промышленного инженерного общества. В 2004 году он получил премию дружбы Китая в Большом зале народных собраний в Пекине.
В марте 2012 года Балестреро присоединился к Международному институту обучения, где он выступает в качестве стратегического советника по новой программе адресации Корпоративное сознание, лидерство и устойчивость.
После ухода из Института управления проектами в 2011 году Балестреро путешествовал по всему миру, проводя программные выступления и консультации с бизнес-лидерами по поводу проблем глобальной экономики.

## Институт управления проектами
Грегори Балестреро перешёл в Институт управления проектами в 2002 году и сразу стал президентом и главным исполнительным директором. Он сменил Вирджил Р. Картер, бывшего исполнительного директора Института. Балестреро продолжил быстрый рост, который начался во время пребывания Картера. Его две основные задачи для Института являются:
- создание превосходной практики управления проектами
- получить всемирное признание для профессии.

Во время его пребывания в должности, Институт управления проектами вырос с 93000 в 2002 году до более чем 260 000 членов в 2008 году.
15 января 2011 года он вышел в отставку и стал Почётным генеральным директором в Институте управления проектами.